# إيمي روبنسون
إيمي روبنسون (بالإنجليزية: Amy Robinson)‏ هي لاعب هوكي الحقل نيوزيلندية، ولدت في 19 فبراير 1996 في تاورانجا في نيوزيلندا.